# Joseph Davison
Sir Joseph Davison (1868 - 15 juillet 1948) est un homme politique unioniste d'Irlande du Nord.

## Biographie
Il est fait chevalier dans les honneurs pour l'ouverture du Parlement d'Irlande du Nord en 1921. En 1923, Davison se présente comme candidat du parti unioniste d'Ulster lors d'une élection partielle à Belfast West à la Chambre des communes d'Irlande du Nord, mais est battu par l'unioniste indépendant Philip James Woods.
En 1933, écrivant dans le Northern Whig, Davison déclare : « ... il est temps que les employeurs protestants d'Irlande du Nord se rendent compte que chaque fois qu'un catholique romain est recruté, cela signifie un vote protestant de moins. . . Je suggère que le slogan soit "Les protestants emploient des protestants"".
En 1935, Davison est le grand maître du comté de l'Ordre d'Orange à Belfast. Lorsque le Premier ministre d'Irlande du Nord James Craig tente d'interdire toutes les marches à partir du 18 juin, Davison mène les objections et l'interdiction est levée en quelques jours.
En 1935, Davison est élu au Sénat d'Irlande du Nord. Il est vice-président de 1936 à 1937. En 1940, il est nommé au Conseil privé d'Irlande du Nord. Il est ensuite leader adjoint du Sénat et secrétaire parlementaire au ministère du Premier ministre de 1941 jusqu'à sa mort. Toujours en 1941, Davison est nommé secrétaire parlementaire du ministère du Premier ministre, occupant ce poste jusqu'à sa mort.
Sir Joseph Davison devient Grand Maître de l'ordre d'Orange pour toute l'Irlande en 1941, servant jusqu'à sa mort en 1948.